# Ridin' the Storm Out
Ridin' the Storm Out es el tercer álbum de estudio de la banda estadounidense R.E.O. Speedwagon, publicado el 21 de diciembre de 1973 a través de Epic Records.

## Recepción de la crítica
Un escritor no especificado de la revista Cash Box declaró: “Destacado por una explosiva canción que da nombre al álbum, que es el sencillo actual del grupo, el nuevo LP de Epic de R.E.O. Speedwagon está intensificando rápidamente sus ya fanáticos seguidores. La banda, que durante mucho tiempo fue una de las principales atracciones en el mercado del Medio Oeste, lo ha reunido todo con una colección de diez cortes de alta energía con algo para cada fanático del rock”.

## Rendimiento comercial
Sin éxito comercial, Ridin' the Storm Out debutó en la lista Top LPs & Tape de la revista Billboard el 12 de enero de 1974 en el número 195. En dos semanas subió 6 lugares hasta el número 189. Sin embargo, el álbum cayó al número 196 la semana siguiente, y no fue hasta el lanzamiento de su noveno álbum de estudio, Hi Infidelity (1980), que el álbum alcanzó su punto máximo en el número 171 el 21 de febrero de 1981. A pesar de que nunca superó la posición número 171 en las listas de Billboard, Ridin' the Storm Out logró la certificación de platino el 17 de abril de 1989 con un poco de ayuda del calendario de giras olímpicas de la banda. Ridin' the Storm Out fue certificado por la Recording Industry Association of America el mismo día que los sencillos «Keep On Loving You» (1980), «Take It On the Run» (1981), y «Can't Fight This Feeling» (1985).

## Lista de canciones
Todas las canciones escritas y compuestas por Gary Richrath, excepto donde esta anotado. 
| Lado uno |                            |          |  |
| N.º      | Título                     | Duración |  |
| 1.       | «Ridin' the Storm Out»     | 4:10     |  |
| 2.       | «Whiskey Night»            | 4:42     |  |
| 3.       | «Oh Woman»                 | 2:48     |  |
| 4.       | «Find My Fortune»          | 2:53     |  |
| 5.       | «Open Up» (Stephen Stills) | 3:30     |  |

| Lado dos |                                                      |          |  |
| N.º      | Título                                               | Duración |  |
| 1.       | «Movin'» (Kevin Cronin)                              | 3:17     |  |
| 2.       | «Son of a Poor Man»                                  | 3:47     |  |
| 3.       | «Start a New Life»                                   | 3:48     |  |
| 4.       | «It's Everywhere» (Cronin)                           | 3:42     |  |
| 5.       | «Without Expression (Don't Be the Man)» (Terry Reid) | 3:53     |  |

## Créditos y personal
Créditos adaptados desde las notas de álbum de Ridin' the Storm Out.
R.E.O. Speedwagon
- Mike Murphy – voces
- Neal Doughty – teclados, sintetizador
- Alan Gratzer – batería
- Gregg Philbin – bajo eléctrico
- Gary Richrath – guitarra

Músicos adicionales
- Joe Walsh – slide guitar (2, 5, 8)
- Guille Garcia – percusión
- Gene Estes – percusión
- Gloria Jones – coros
- Carolyn Willis – coros
- Oma Drake – coros

Personal técnico
- Bill Halverson – productor, ingeniero de audio
- Irv Azoff – gestión
- Bob Jenkins – fotografía
- Jimmy Wachtel – tipografía

## Posicionamiento
| Gráfica (1981)                            | Pico de posición |
| ----------------------------------------- | ---------------- |
| Estados Unidos (Billboard Top LPs & Tape) | 171              |

## Certificaciones y ventas
| País                  | Certificación | Ventas    |
| --------------------- | ------------- | --------- |
| Estados Unidos (RIAA) | Platino       | 1 000 000 |